# Hervé Rabot
Hervé Rabot, né le 9 octobre 1951 à Mamers, est un photographe français. Il vit et travaille à Gennevilliers. 
Il est lauréat du prix Niépce en 1985.

## Biographie
Hervé Rabot est né le 9 octobre 1951 à Mamers. Il suit des études secondaires au lycée technique d'État Livet à Nantes. 
En 1978, il est diplômé en architecture de Nantes puis exerce le métier d'architecte entre 1978 et 1983. 
Il se consacre ensuite à la photographie. Il participe à la mission photographique de la DATAR.

## Expositions

### Collectives
- 1982 : Rencontres d'Arles[3]
- 1983 : Photo ouverte, Charleroi[3]

### Personnelles
- 1984 : Centre culturel, Montbéliard[3]
- 1985 : Palais de Tokyo, Paris[3]
- 1986, Institut français, Stuttgart[3]
- 1992 et 2003, Michèle Chomette, Paris[3]